# Heidy Stangenberg-Merck

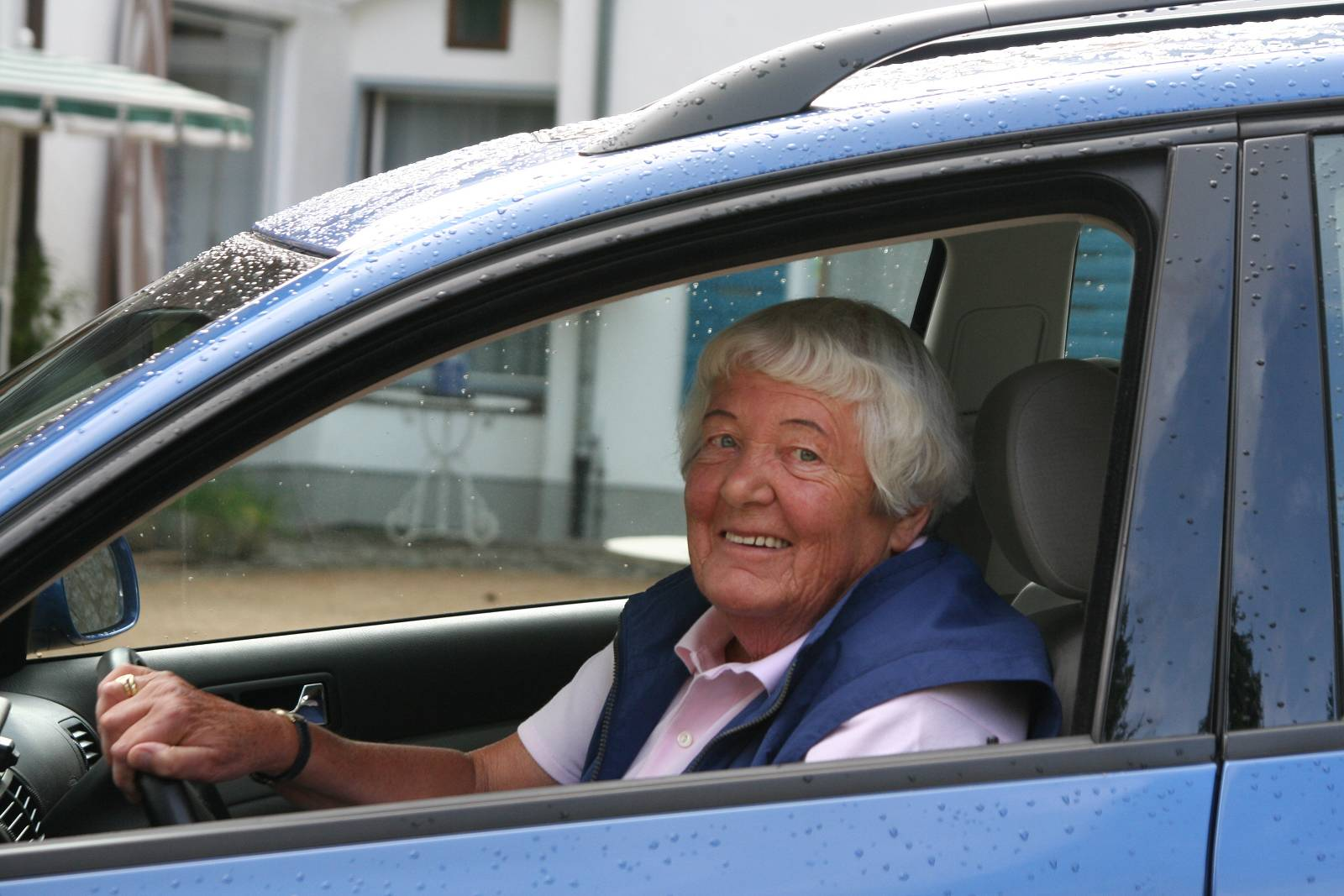
Heidy Stangenberg-Merck (2005)

Heidy Stangenberg-Merck (* 1. September 1922 in München als Adelheid Kannengießer; † 11. November 2014 ebenda), Künstlername Heidy Merck, war eine deutsche Malerin und Grafikerin.

## Leben und Werk
Heidy Stangenberg-Merck verbrachte ihre Kindheit und Schulzeit in Jugenheim an der Bergstraße.
Künstlerische Anregung und Förderung erhielt sie durch ihre Mutter Marietta Merck, die selbst Malerin und Bildhauerin war.
1943 wurde Heidy Stangenberg-Merck an der Akademie der Bildenden Künste München aufgenommen, wo sie bis 1950 studierte. Prägend während des Akademiestudiums war ihr Lehrer für Zeichnung, Adolf Schinnerer (1876–1949) sowie ihr Malerei-Lehrer Hans Gött (1883–1974), mit dem eine lebenslange inspirierende Verbindung entstand.
Ab 1949 nahm sie regelmäßig an Ausstellungen teil und hatte Einzelausstellungen. 1950 richtete sie ein Studio für Malen und Zeichnen in München ein, das bis 1970 bestand. 1954 nahm sie in Salzburg am Sommerkurs des Malers Oskar Kokoschka bei der 1953 von ihm gegründeten „Internationalen Sommerakademie für Bildende Kunst“ teil.
1956 unternahm sie eine erste Reise nach Griechenland. Gleichzeitig begann sie mit alljährlichen Studienaufenthalten dort, die sie bis 2005 fortsetzte. Hierzu erlernte sie die neugriechische Sprache in Wort und Schrift. Das Land wurde zur „zweiten Heimat“.

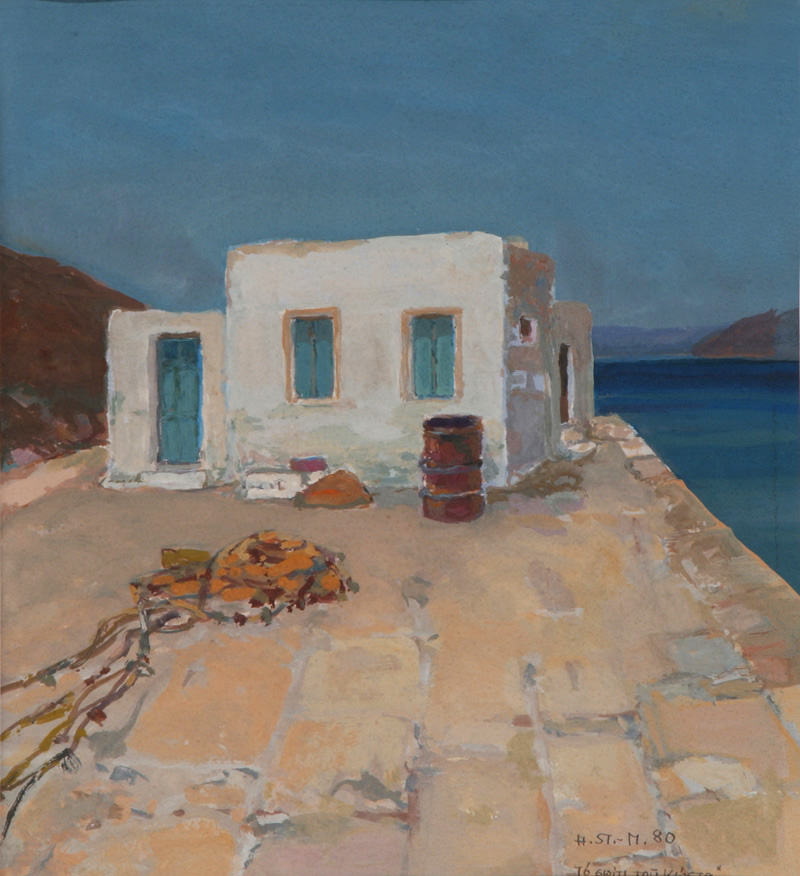
Das Haus des Kostas. Tempera, ca. 1960

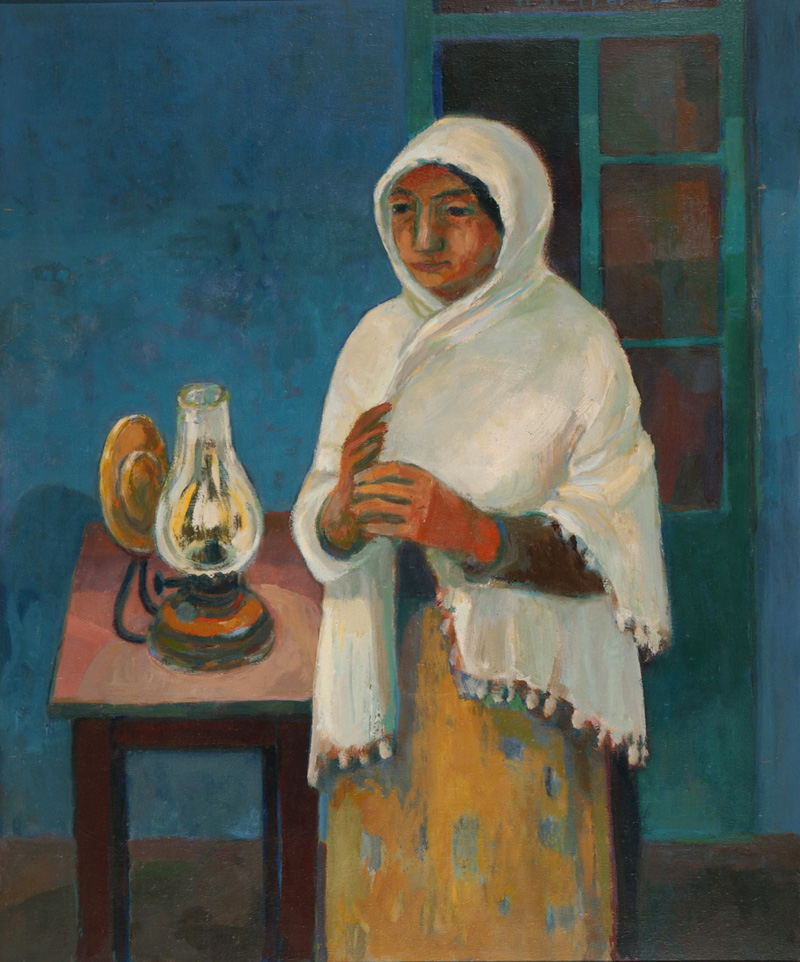
Evangelia. Ölgemälde, ca. 1960

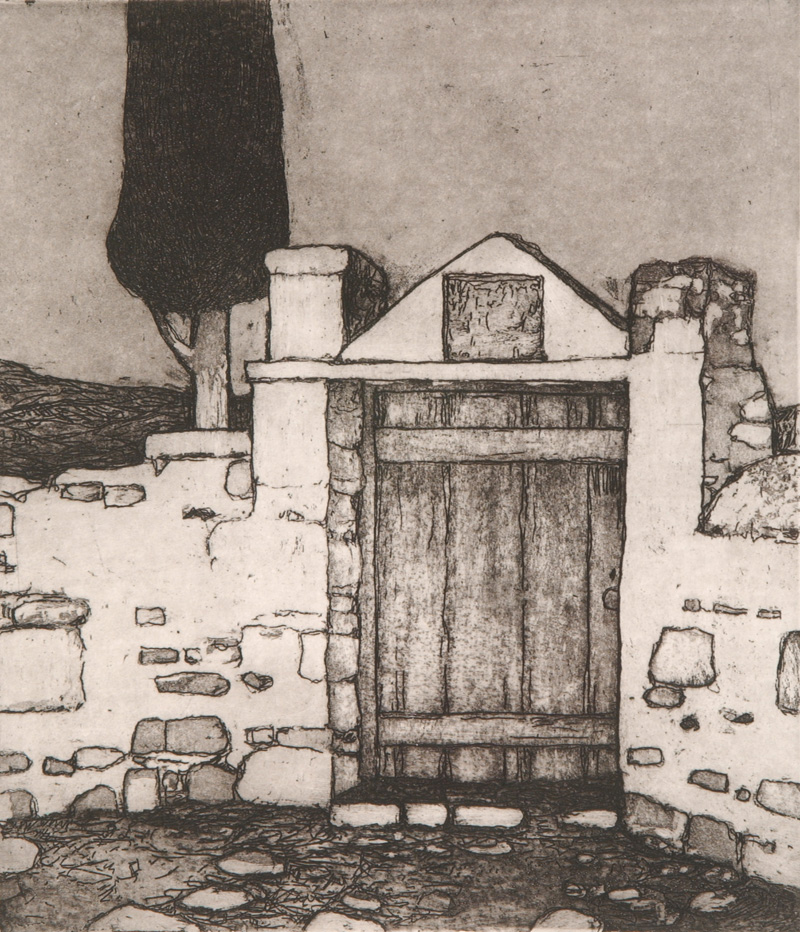
Gartentor. Aquatinta, 1986

In die Technik der Radierung wurde sie durch Helmut Süss eingeführt, der vier Jahre lang ihr Schüler im Atelier und später Leiter der Radierklasse an der Akademie war. Ab 1969 hatte Heidy Stangenberg-Merck eine eigene Druckwerkstatt für Radierungen. Ihr Œuvre umfasst vor allem Ölgemälde und Tempera-Bilder sowie Radierungen, handkolorierte Radierungen und Zeichnungen sowie Linol- und Holzschnitte.

### Familie
Ab 1956 war sie mit dem Konzertflötisten und späteren Schriftsteller Karl Stangenberg verheiratet.
Heidy Stangenberg-Merck ist die Mutter des Unternehmers Frank Stangenberg-Haverkamp.

## Museum
Im September 2010 wurde in Seeheim-Jugenheim in dem Elternhaus der Künstlerin das Privatmuseum Stangenberg Merck eröffnet. Es zeigt neben einem Großteil ihrer Arbeiten auch einige Kunstwerke aus ihrem eigenen Besitz.

## Ausstellungen

### Einzelausstellungen
- 1959: München, Schutzverband Bildender Künstler
- 1961: Marburg, Universitätsmuseum
- 1965: München, Pavillon im Alten Botanischen Garten
- 1967: München, Krauss-Maffei
- 1967: Mülheim-Ruhr, Städtisches Museum
- 1969: Fulda, Vonderau Museum
- 1970: München, Pavillon im Alten Botanischen Garten
- 1973: Wetzlar, Städtisches Kulturamt
- 1975: München, Pavillon im Alten Botanischen Garten
- 1977: Athen/GR, Kolonaki
- seit 2007: „Radierungen“ – Ständige Ausstellung im Haus auf der Höhe in Jugenheim bei Darmstadt

### Ausstellungs-Beteiligungen
- 1955: München, Lenbachhaus
- 1961: Rom, Galeria delle Esposizione
- 1961: München, Haus der Kunst
- 1964: Darmstadt, Kunsthalle
- 1965: München, Haus der Kunst
- 1981: München, Verein für Original-Radierung e. V.
- 1982: Darmstadt, Verein zur Kunstförderung (bis 2000 regelmäßig)
- 2007: München, Verein für Original-Radierung e. V.

Teilnahme an regelmäßigen Verbandsausstellungen:
- Schutzverband Bildender Künstler, München; Berufsverband Bildender Künstler, München; Kunstverein und Verein für Originalradierung München e. V.
- ab 1956 über viele Jahre hinweg Teilnahme an der Großen Kunstausstellung im Haus der Kunst in München

## Auszeichnungen
- 1998: Offizielle Ehrung durch die Kommune der Insel Amorgós, Griechenland
- Aufnahme als Fonds im Deutschen Kunstarchiv im Germanischen Nationalmuseum Nürnberg.